# 1804 en musique
| \| • Retour à la chronologie générale de la musique populaire • \| |
| XXIe siècle • XXe siècle • XIXe siècle • XVIIIe siècle XVIIe siècle • XVIe siècle • XVe siècle • XIVe siècle XIIIe siècle • XIIe siècle • XIe siècle • Xe siècle IXe siècle • VIIIe siècle • Haut Moyen Âge • Rome • Grèce |
| • Retour à la chronologie générale de la musique populaire • |

| • Retour à la chronologie générale de la musique populaire • |

| Années de la musique populaire : 1801 - 1802 - 1803 - 1804 - 1805 - 1806 - 1807    |
| Décennies de la musique populaire : 1770 - 1780 - 1790 - 1800 - 1810 - 1820 - 1830 |

## Événements et œuvres
- 30 juillet : Pierre Colau créé à Paris (Ménilmontant) la Société lyrique des Bergers de Syracuse, une goguette qui accueille hommes et femmes.

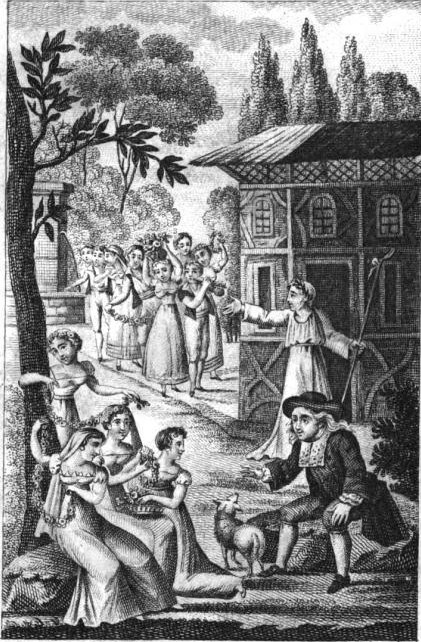
Une fête de la goguette des Bergers de Syracuse, gravure dans La Musette du Hameau, 1825

- Johann Nepomuk Mælzel invente le panharmonicon, instrument de musique mécanique capable de jouer les différents instruments d'une fanfare militaire ; il n'en subsiste aucun exemplaire.
- Pierre-Yves Barré, Jean-Baptiste Radet et Desfontaines-Lavallée publient à Paris Chansons populaires composées pour les fêtes du couronnement.

## Naissances
- Date précise inconnue ;
  - Charles Durand, éditeur de chansons de goguettes et chansonnier français, mort en 1863.